# Alcoutim (freguesia)
Alcoutim foi uma freguesia portuguesa do município de Alcoutim, freguesia que tinha 131,52 km² de área e 921 habitantes (2011), e, por isso, uma densidade populacional de 7 hab/km².
Foi extinta (agregada), em 2013, no âmbito de uma reforma administrativa nacional, tendo sido agregada à freguesia de Pereiro, para formar uma nova freguesia denominada União das Freguesias de Alcoutim e Pereiro da qual é sede.

## População
| População da freguesia de Alcoutim | População da freguesia de Alcoutim | População da freguesia de Alcoutim | População da freguesia de Alcoutim | População da freguesia de Alcoutim | População da freguesia de Alcoutim | População da freguesia de Alcoutim | População da freguesia de Alcoutim | População da freguesia de Alcoutim | População da freguesia de Alcoutim | População da freguesia de Alcoutim | População da freguesia de Alcoutim | População da freguesia de Alcoutim | População da freguesia de Alcoutim | População da freguesia de Alcoutim |
| ---------------------------------- | ---------------------------------- | ---------------------------------- | ---------------------------------- | ---------------------------------- | ---------------------------------- | ---------------------------------- | ---------------------------------- | ---------------------------------- | ---------------------------------- | ---------------------------------- | ---------------------------------- | ---------------------------------- | ---------------------------------- | ---------------------------------- |
| 1864                               | 1878                               | 1890                               | 1900                               | 1911                               | 1920                               | 1930                               | 1940                               | 1950                               | 1960                               | 1970                               | 1981                               | 1991                               | 2001                               | 2011                               |
| 2 429                              | 2 675                              | 2 818                              | 2 945                              | 2 759                              | 2 861                              | 2 840                              | 3 312                              | 3 197                              | 2 605                              | 1 785                              | 1 389                              | 1 258                              | 1 099                              | 921                                |

## Património
- Barragem romana de Álamo
- Fortaleza de Alcoutim ou Castelo de Alcoutim
- Villa romana do Montinho das Laranjeiras
- Castelo Velho de Alcoutim ou Castro de Santa Bárbara
- Ermida de Nossa Senhora da Conceição (Alcoutim)